# Alexandre Manceau
Pour les articles homonymes, voir Manceau.
Alexandre Manceau, né à Trappes le 3 mai 1817 et mort à Palaiseau le 21 août 1865, est un graveur et auteur dramatique français.

## Biographie
D’origine modeste, il est fils de limonadier. Il suit les cours du graveur Alexandre Vincent Sixdeniers. Devenu graveur sur cuivre. et artiste au talent reconnu, il expose régulièrement au Salon à partir de 1842.
Convié par Maurice Dudevant  – dit Maurice Sand, le fils bien-aimé – pour fêter Noël 1849 à Nohant, il y restera quinze ans et devient le secrétaire-intendant, l’amant, le compagnon, l’homme-lige de George Sand, de treize ans plus âgée ; il rédige avec elle son journal sous forme d'agendas.
Il aime le théâtre et a sans doute acquis à Paris une expérience de comédien amateur. Il prend rapidement une place prépondérante dans les activités du « grand théâtre de Nohant » qui se développe considérablement à partir de cette époque et continue dans le même temps son travail de graveur.
En 1857, il achète une chaumière à Gargilesse, au bord de la Creuse dans l'Indre où George Sand vient écrire en trois semaines les 620 pages d'Elle et Lui.
On lui doit, notamment, le portrait de George Sand par Thomas Couture, un Hamlet d’après Louis-Henri de Rudder (1841), un Napoléon à Fontainebleau d’après Paul Delaroche (1852), le Zouave blessé d’après Horace Vernet (1864) et les cinquante illustrations du livre de Maurice Sand, Masques et bouffons. Il écrit en outre un acte en vers, Une journée à Dresde, joué à l’Odéon en janvier 1864 avec un certain succès.
En 1864 Maurice Sand, jaloux de l'amour que porte sa mère à son ancien camarade, mais aussi craignant tant pour lui que pour elle la contamination de sa tuberculose naissante, lui fait quitter Nohant en l'absence de celle-ci :

« Dernière soirée à Nohant : Nous nous en souviendrons tous je crois. Il n’y a donc rien à écrire sur cette dernière veillée, mais je pense malgré moi que pendant les 14 ans que j’ai passés ici, j’ai plus ri, plus pleuré, plus vécu que pendant les 33 ans qui les ont précédés. Me voilà désormais seul avec elle, quelle responsabilité, aussi quel honneur et quelle joie ! »

— Alexandre Manceau, agenda, 11 juin 1864
Tuberculeux, il meurt le 21 août 1865 dans la maison que George Sand avait achetée pour s'y retirer avec lui à Palaiseau, alors petit bourg de campagne à 18 km au sud-ouest de Paris, et qu'elle revendra en avril 1869 ; connue depuis sous le nom de "villa George Sand".

## Sources
- Évelyne Bloch-Dano, Le Dernier amour de George Sand, Paris, Grasset, 2010, 320 p.  (ISBN 978-2-246-73201-3)
- Renseignements sur sa mort dans la correspondance de Gustave Flaubert, vol. IV de la Pléiade.
- Michelle Perrot, George Sand à Nohant, Paris, Seuil, 2018, 444 p.  (ISBN 9782020820769)